# 金原亭馬生 (3代目)
三代目 金原亭 馬生（きんげんてい ばしょう、生年月日不詳 - 1873年9月15日）は、幕末・明治初期にかけて活躍した落語家。本名∶福山 半兵衛。通称「馬吉の馬生」。

## 経歴
江戸の生まれ。下谷広小路、駕籠茶屋の出。初代金原亭馬生門下。当初馬吉を名乗り、後に馬若と改名した。馬吉の前に宇治川馬黒を名乗っていたとも、また馬吉と馬若の間に馬黒を名乗ったとも言われる。
1844年頃、兄弟子の二代目金原亭馬生が二代目立川焉馬一門に移籍して立川玉輔と改名したので、馬生の名跡が空いたため、馬若が三代目馬生を襲名した。
道具仕立ての芝居噺や人情噺を得意とした、また宙乗りもやってのけたという。また、歌舞伎の名作『蔦紅葉宇都宮峠』を怪談仕立てにして演じている。

## 弟子
- 三代目五明楼玉輔
- 四代目金原亭馬生
- 三代目鈴々舎馬風
- 二代目桃月庵白酒
- 金原亭馬若
- 初代金原亭馬玉
- 初代金原亭馬きん